# هادی طاهری
محمدهادی طاهری یزدی (درگذشته ۱۳۳۶ تهران) معروف به شیخ هادی شیخ‌الرئیس سیاستمدار ایرانی و نماینده مردم یزد در دوازده دوره مجلس شورای ملی بود.

## زندگی
پدرش حکیم‌باشی یزدی و جدش حاجی محمدطاهر ناجی اصفهانی بود که از اصفهان به یزد مهاجرت کرد. او نیز در یزد متولد شد. تحصیلات ابتدایی را در مدرسه مشیر گذراند. پس از مرگ پدرش به تحصیل در علوم دینی و طب سنتی پرداخت. در سال ۱۳۰۲ از سوی حزب دموکرات و با کمک سید کاظم جلیلی و صادق خان رئیس قوای نظامی یزد به مجلس پنجم راه یافت و به جز دوره پانزدهم تا مجلس دوره هفدهم (۱۳۳۵) همواره وکالت مردم یزد را بر عهده داشت.
در مجلس ششم به سمت نایب رئیس موقت رسید و در دوره‌های هفتم و هشتم نایب رئیس مجلس در اجلاسیه ۲ و ۴ بود. پس از وقایع شهریور ۱۳۲۰ به همراه سید ضیاء حزب اراده ملی را تأسیس کرد و به طرفداری از سیاست‌های انگلیس پرداخت. در دوره چهاردهم با سید ضیاءالدین طباطبایی و سید کاظم جلیلی وارد مجلس شد و رهبری فراکسیون میهن و رهبری اکثریت مجلس را بر عهده گرفت.
طاهری در دوره پانزدهم نتوانست به مجلس راه یابد و در کابینه محمد ساعد به عنوان وزیر مشاور برگزیده شد. هنگامی که ساعد او را همراه با کابینه‌اش به مجلس معرفی می‌کرد، عباس اسکندری نماینده همدان فریاد زد: «مرده باد دکتر طاهری» و مجلس دقایقی به آشوب کشیده شد.
هادی طاهری در سال ۱۳۳۶ در تهران بر اثر سکته قلبی درگذشت.

## آموزگارستان
در ۲۹ بهمن ۱۳۱۲ علی‌اصغر حکمت کفیل (سرپرست) وزارت معارف لایحه‌ای در مجلس شورای ملی به شور گذاشت تا برای برپایی ۲۵ «دارالمعلمین و دارالمعلمات» در سراسر کشور بودجه تأمین کند. در همان جلسه، محمدهاشم میرزا افسر نایب رئیس مجلس و نماینده سبزوار پیشنهاد داد که به جای دارالمعلمین و دارالمعلمات، کلمه آموزشگاه به کار رود که هم فارسی است و هم آسان. پیشنهاد او با مخالفت دکتر طاهری روبرو شد گفت که آموزشگاه کار را سخت‌تر می‌کند چون باید به جای دارالمعلمین بگوییم آموزشگاه مردانه و به جای دارالمعلمات، آموزشگاه زنانه. شاهزاده افسر به او پاسخ داد که زبان فارسی مانند عربی مذکر و مؤنث ندارد و آموزشگاه برای هر دو نوع دارالمعلمین بدون هیچ پسوندی می‌تواند به کار رود. سرانجام پیشنهاد شاهزاده افسر رأی نیاورد.
لایحه پس از شور اول به کمیسیون معارف رفت که هم شیخ الرئیس افسر در آن عضو بود و هم دکتر طاهری. در کمیسیون، اغلب اعضا کلمه آموزشگاه را پسندیدند و تصمیم گرفتند آن را در لایحه بگنجانند و بار دیگر به رأی مجلس بگذارند. اما باز هم در شور دوم با آموزشگاه مخالفت شد. این بار دکتر طاهری پیشنهاد داد به جای دارالمعلمین و دارالمعلمات، کلمه آموزگارستان بگذارند. در رأی‌گیری، آموزشگاه رأی نیاورد اما آموزگارستان رأی آورد.
هفته بعد که شور دوم لایحه جریان داشت، علی‌اصغر حکمت لایحه را از دستور کار مجلس خارج کرد و گفت پس از اصلاح برمی‌گرداند. در نوزدهم اسفند ۱۳۱۲ که لایحه اصلاح شده دوباره در مجلس به شور گذاشته شد، به جای دارالمعلمین و دارالمعلمات، دانشسرای مقدماتی و به جای دارالمعلمین عالی، دانشسرای عالی به کار رفته بود. مجلس همان روز به این لایحه با همین کلمات رأی داد و کلمه آموزگارستان فراموش شد و دیگر هیچوقت به کار نرفت.